# Olimpia Giustiniani
Olimpia Giustiniani (Roma, 18 maggio 1641 – Roma, 27 dicembre 1729) è stata una delle pronipoti di Olimpia Maidalchini, pronipote di papa Innocenzo X, nonché moglie di Maffeo Barberini, II principe di Palestrina.

## Biografia

### Infanzia

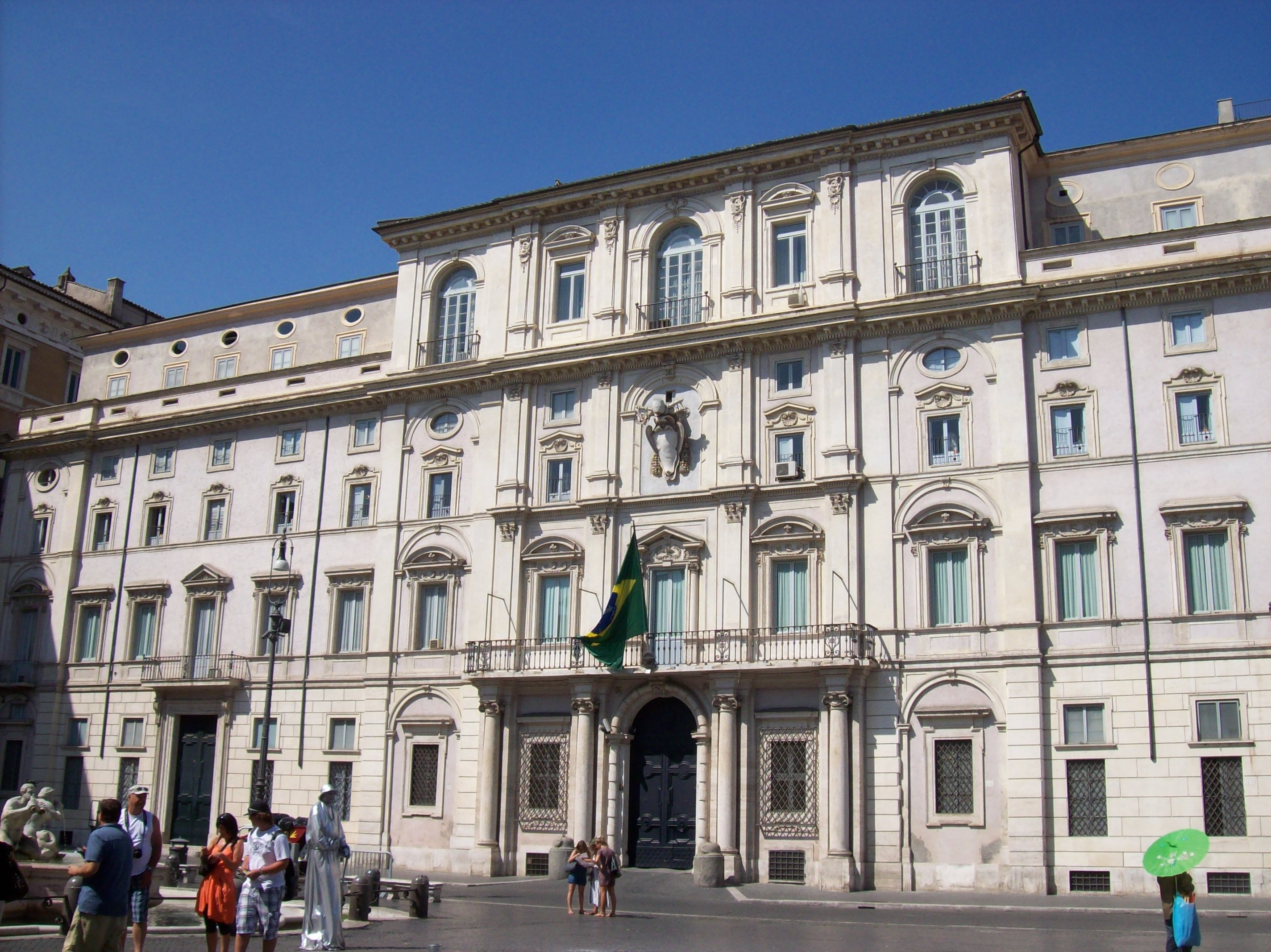
Il Palazzo Pamphilj di Roma ove nacque Olimpia.

Olimpia Giustiniani nacque a Roma il 18 maggio 1641 a Palazzo Pamphilj, figlia di Andrea Giustiniani, I principe di Bassano, e di sua moglie, Anna Maria Flaminia Pamphili, da due potenti famiglie della roma papalina dell'epoca.
Suo prozio, papa Innocenzo X (Giovanni Battista Pamphili), era cognato della sua nonna materna, Olimpia Maidalchini, nota donna del suo tempo, da cui prese il nome.

### Matrimonio

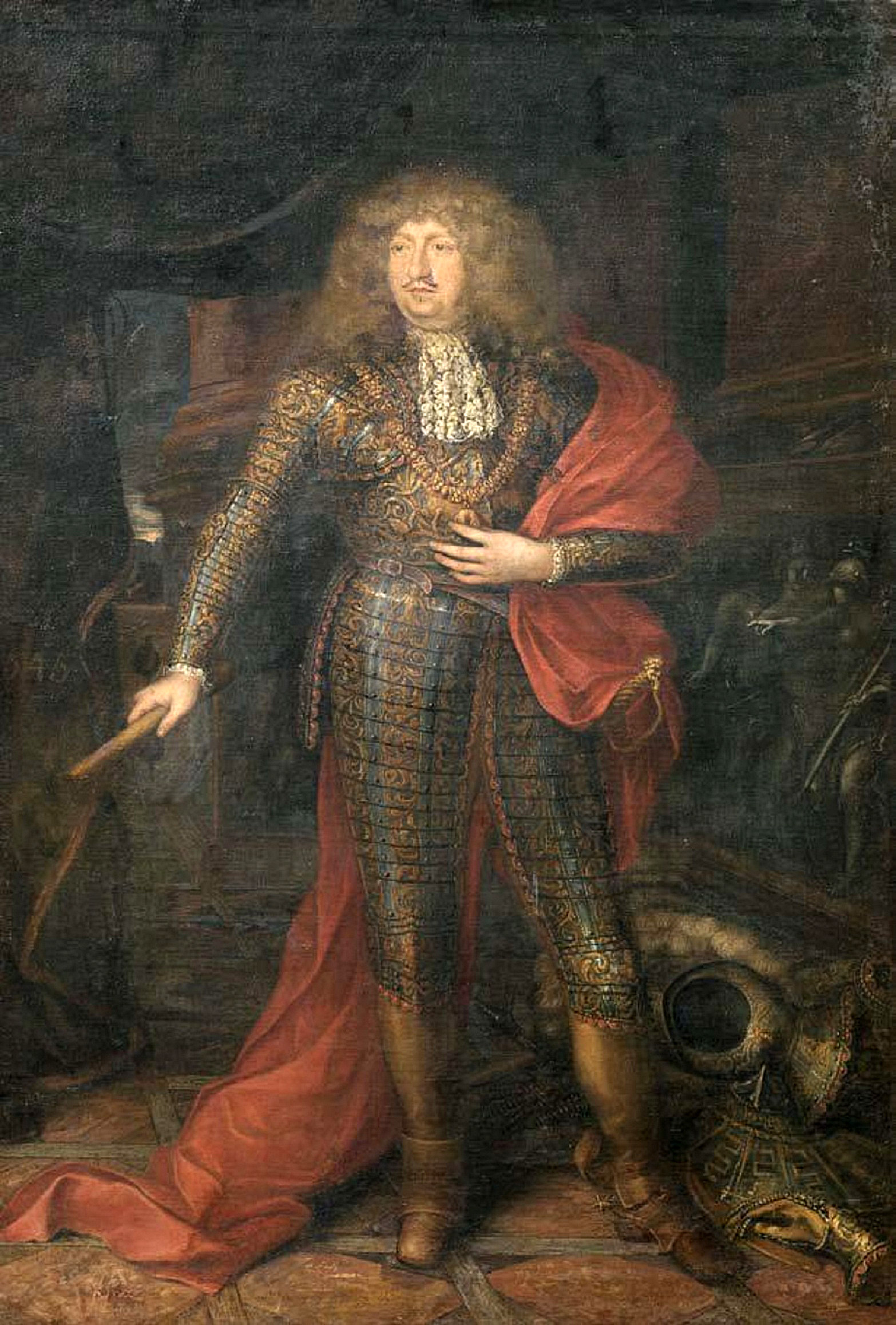
Ritratto di Maffeo Barberini, principe di Palestrina in armatura con il collare del Toson d'oro del XVII secolo

Olimpia Giustiniani sposò nel 1653 il principe Maffeo Barberini, figlio di Taddeo Barberini (che era morto in esilio a Parigi), futuro Principe di Palestrina ed erede della nobile e ricca casata dei Barberini.
Il suo matrimonio risultò fondamentale per riconciliare le famiglie Barberini e Pamphili, e venne architettato dalla nonna materna di Olimpia, Olimpia Maidalchini, e dallo zio del Barberini, il cardinale Antonio Barberini, molti anni dopo l'esilio dei Barberini ad opera di Innocenzo X dopo la Guerra di Castro. Quando Olimpia Maidalchini si accorse che la sua personale influenza su papa Innocenzo stava diminuendo, cercò di organizzare questo matrimonio per facilitare il ritorno dei Barberini a Roma nella speranza di influenzare positivamente molti dei cardinali che pure la famiglia Barberini deteneva ancora nel Sacro Collegio. Tale piano incontrò ovviamente il favore dei Barberini, ben lieti di tornare a Roma e di poter riprendere la loro influenza nella corte pontificia.
Malgrado il fatto che la appena dodicenne Olimpia Giustiniani si rifiutasse strenuamente di sposare il ventiduenne Maffeo Barberini, i due alla fine dovettero maritarsi in una fastosa cerimonia celebrata dallo stesso papa Innocenzo. Dopo la cerimonia, ad ogni modo, fu singolare l'episodio nel quale la ragazzina si rifiutò di recarsi a casa dello sposo né acconsentì alla consumazione del matrimonio. Sua madre a questo punto si rivolse a lei dicendole che era stata fortunata in quanto molte altre ragazze da marito della buona società romana dell'epoca erano costrette a sposare mariti molto più anziani di loro, mentre lei aveva la possibilità di sposare il principe Barberini che aveva 22 anni. La ragazza ad ogni modo continuò a rifiutarsi ed a questo punto intervenne Olimpia Maidalchini che spinse la nipote sulla carrozza che la portò a Palazzo Barberini dove iniziò la sua vita matrimoniale.
Col suo matrimonio, Olimpia divenne cognata sia del cardinale Carlo Barberini che di Lucrezia Barberini, che poi sposerà il duca Francesco I d'Este.

### Morte
La principessa Olimpia morì il 27 dicembre 1729 a Roma.

## Discendenza
Maffeo Barberini e Olimpia Giustiniani ebbero in tutto cinque figli:
- Costanza (7 aprile 1657–12 dicembre 1687)[5], sposò Gaetano Francesco Caetani, IX duca di Sermoneta, nel 1680
- Camilla (1660–20 giugno 1740)[5], sposò il conte Carlo Borromeo Arese nel 1689
- Francesco (1662–1738), cardinale dal 1690
- Urbano (1664–1722), III principe di Palestrina
- Taddeo (7 agosto 1666 – 16 febbraio 1702)[6], sposò nel 1701 Maria Teresa Muti dei duchi di Rignano (1675-1711), ma morì senza eredi.

## Ascendenza
|                                                 |                  |                                     | Genitori                                     |  |  | Nonni |  |  | Bisnonni                                          |  |  | Trisnonni                       |  |
|                                                 |                  |                                     |                                              |  |  |       |  |  | Andreolo Giustiniani de Banca, consignore di Chio |  |  | Bernardino Giustiniani de Banca |  |
|                                                 |                  |                                     |                                              |  |  |       |  |  | Andreolo Giustiniani de Banca, consignore di Chio |  |  | Bernardino Giustiniani de Banca |  |
|                                                 |                  | Maddalena Garibaldi                 |                                              |  |  |       |  |  | Andreolo Giustiniani de Banca, consignore di Chio |  |  |                                 |  |
| Cassano Giustiniani de Banca, patrizio genovese |                  |                                     |                                              |  |  |       |  |  | Andreolo Giustiniani de Banca, consignore di Chio |  |  |                                 |  |
|                                                 |                  | Luchina Ughetti                     | Cassano Ughetti, patrizio genovese           |  |  |       |  |  |                                                   |  |  |                                 |  |
|                                                 |                  | Luchina Ughetti                     | Cassano Ughetti, patrizio genovese           |  |  |       |  |  |                                                   |  |  |                                 |  |
|                                                 |                  | Luchina Ughetti                     | Chiara Giustiniani de Banca                  |  |  |       |  |  |                                                   |  |  |                                 |  |
| Andrea Giustiniani, I principe di Bassano       |                  | Luchina Ughetti                     |                                              |  |  |       |  |  |                                                   |  |  |                                 |  |
|                                                 |                  | Francesco de Bellis, conte palatino | …                                            |  |  |       |  |  |                                                   |  |  |                                 |  |
|                                                 |                  | Francesco de Bellis, conte palatino | …                                            |  |  |       |  |  |                                                   |  |  |                                 |  |
|                                                 |                  | Francesco de Bellis, conte palatino | …                                            |  |  |       |  |  |                                                   |  |  |                                 |  |
| Caterina de Bellis                              |                  | Francesco de Bellis, conte palatino |                                              |  |  |       |  |  |                                                   |  |  |                                 |  |
|                                                 |                  | Costanza Papardo                    | …                                            |  |  |       |  |  |                                                   |  |  |                                 |  |
|                                                 |                  | Costanza Papardo                    | …                                            |  |  |       |  |  |                                                   |  |  |                                 |  |
|                                                 |                  | Costanza Papardo                    | …                                            |  |  |       |  |  |                                                   |  |  |                                 |  |
| Olimpia Giustiniani                             |                  | Costanza Papardo                    |                                              |  |  |       |  |  |                                                   |  |  |                                 |  |
|                                                 | Camillo Pamphili | Pamphilio Pamphili                  |                                              |  |  |       |  |  |                                                   |  |  |                                 |  |
|                                                 | Camillo Pamphili | Pamphilio Pamphili                  |                                              |  |  |       |  |  |                                                   |  |  |                                 |  |
|                                                 | Camillo Pamphili | Orazia Mattei                       |                                              |  |  |       |  |  |                                                   |  |  |                                 |  |
| Pamphilio Pamphili                              | Camillo Pamphili |                                     |                                              |  |  |       |  |  |                                                   |  |  |                                 |  |
|                                                 |                  | Flaminia Cancellieri del Bufalo     | Fulvio Cancellieri del Bufalo, nobile romano |  |  |       |  |  |                                                   |  |  |                                 |  |
|                                                 |                  | Flaminia Cancellieri del Bufalo     | Fulvio Cancellieri del Bufalo, nobile romano |  |  |       |  |  |                                                   |  |  |                                 |  |
|                                                 |                  | Flaminia Cancellieri del Bufalo     | Antonia Serlupi                              |  |  |       |  |  |                                                   |  |  |                                 |  |
| Anna Maria Flaminia Pamphili                    |                  | Flaminia Cancellieri del Bufalo     |                                              |  |  |       |  |  |                                                   |  |  |                                 |  |
|                                                 |                  | Sforza Maidalchini                  | Andrea Maidalchini                           |  |  |       |  |  |                                                   |  |  |                                 |  |
|                                                 |                  | Sforza Maidalchini                  | Andrea Maidalchini                           |  |  |       |  |  |                                                   |  |  |                                 |  |
|                                                 |                  | Sforza Maidalchini                  | …                                            |  |  |       |  |  |                                                   |  |  |                                 |  |
| Olimpia Maidalchini                             |                  | Sforza Maidalchini                  |                                              |  |  |       |  |  |                                                   |  |  |                                 |  |
|                                                 |                  | Vittoria Gualtiero                  | Giulio Gualtiero                             |  |  |       |  |  |                                                   |  |  |                                 |  |
|                                                 |                  | Vittoria Gualtiero                  | Giulio Gualtiero                             |  |  |       |  |  |                                                   |  |  |                                 |  |
|                                                 |                  | Vittoria Gualtiero                  | Giulia Gherardi                              |  |  |       |  |  |                                                   |  |  |                                 |  |
|                                                 |                  | Vittoria Gualtiero                  |                                              |  |  |       |  |  |                                                   |  |  |                                 |  |